# Trondheimsleia-szoros
A Trondheimsleia-szoros tengerszoros, amely Smøla és Hitra szigete közt húzódik Sør-Trøndelag megye és Møre og Romsdal megye területén, Norvégia középső részén. 
A 94 kilométer hosszú tengerszorosból számos fjord ágazik ki, mint például a Ramsøy-fjord, Hemn-fjord, és a Trondheim-fjord. A Trondheimsleia-szorosban lévő Leksa-szigetek Agdenes kistérség területén fekszik. A Hitra-alagút a szoros alján futó közúti alagút, amely összeköti Hitra és Snillfjord településeket.

## Fordítás
Ez a szócikk részben vagy egészben  a   Trondheimsleia című angol Wikipédia-szócikk ezen változatának fordításán alapul.  Az eredeti cikk szerkesztőit annak laptörténete sorolja fel. Ez a jelzés csupán a megfogalmazás eredetét és a szerzői jogokat jelzi, nem szolgál a cikkben szereplő információk forrásmegjelöléseként.